# Neoathyreus flavithorax
Neoathyreus flavithorax är en skalbaggsart som beskrevs av Arribalzaga 1878. Neoathyreus flavithorax ingår i släktet Neoathyreus och familjen Bolboceratidae. Inga underarter finns listade i Catalogue of Life.